# ابهيجات جوشي
ابهيجات جوشي (بالإنجليزية: Abhijat Joshi)‏ أكاديمي وكاتب سيناريو هندي عادةً يعمل مع المخرج فيدو فينود تشوبرا. حصل على العديد من الجوائز، أغلبها عن فيلم ثلاثة بلهاء و بي.كيه .

## بعض الأفلام التي كتبها أو شارك في كتابتها
| السنة | الفيلم                  | دوره                    |
| ----- | ----------------------- | ----------------------- |
| 2018  | سانجو                   | كاتب مشارك              |
| 2016  | وزير                    | كاتب، مونتاج            |
| 2015  | Broken Horses           | كاتب                    |
| 2014  | بي كي                   | كاتب                    |
| 2012  | Nanban                  | كاتب (باللغة التاميلية) |
| 2009  | 3 بلهاء                 | كاتب                    |
| 2007  | إيكلافيا: الحارس الملكي | كاتب، منتج              |
| 2006  | استمر يا مونا بهاي      | كاتب                    |
| 2000  | مهمة كشمير              | كاتب                    |
| 1998  | Kareeb                  | كاتب                    |

## روابط خارجية
- ابهيجات جوشي على موقع IMDb (الإنجليزية)
- ابهيجات جوشي على موقع أول موفي (الإنجليزية)
- ابهيجات جوشي على موقع قاعدة بيانات الفيلم (الإنجليزية)
- ابهيجات جوشي على موقع كينوبويسك (الروسية)